# Johnstone
Johnstone es una localidad situada en el e concejo de Renfrewshire, en Escocia (Reino Unido), con una población estimada a mediados de 2016 de 16 090 habitantes.
Se encuentra ubicada en el centro-oeste de Escocia, cerca del fiordo de Clyde y a poca distancia al oeste de Glasgow.